# جامعة ميكولايف التكنولوجية الدولية
جامعة ميكولايف التكنولوجية الدولية مؤسسة تعليم عالي أوكرانية، (بالأوكرانية: Міжнародний технологічний університет Миколаївська політехніка) هي جامعة تقع في ميكولايف أوبلاست، أوكرانيا. تأسست هذه الجامعة في سنة 2003